# میلومننگوسل
میلومننگوسل (به انگلیسی: Myelomeningocele) یک نوع ناهنجاری مادرزادی است که در اثر نقص در تکامل لوله عصبی جنین ایجاد می‌شود. این عارضه یکی از شدیدترین اشکال اسپینا بیفیدا (به انگلیسی: Spina Bifida) محسوب می‌شود که باعث بروز مشکلات جدی در سیستم عصبی، حرکتی و ادراری فرد می‌شود.

## تاریخچه
ناهنجاری‌های مرتبط با نخاع از دوران باستان شناخته شده‌اند، اما درک علمی از میلومننگوسل تا قرن بیستم شکل نگرفت. با پیشرفت در تصویربرداری پزشکی و جراحی عصبی در قرن بیستم، تشخیص و درمان این بیماری بهبود یافت. امروزه با مصرف مکمل‌های فولیک اسید در دوران بارداری می‌توان خطر بروز این نقص را به‌طور قابل توجهی کاهش داد.

## زمان بروز بیماری
میلومننگوسل در دوران جنینی و زمانی که لوله عصبی جنین به‌طور کامل بسته نمی‌شود، رخ می‌دهد. این نقص به‌طور عمده در قسمت پایین کمر رخ می‌دهد و باعث می‌شود که بخش‌هایی از نخاع و اعصاب اطراف آن از طریق یک شکاف در ستون فقرات بیرون زده و در یک کیسه قابل مشاهده در پشت نوزاد قرار بگیرند. این وضعیت معمولاً با نقص‌های دیگری مانند هیدروسفالی (تجمع مایع در مغز) و مشکلات ارتوپدی همراه است.

## علائم و عوارض
میلومننگوسل معمولاً با علائمی چون ضعف یا فلج پاها، بی‌اختیاری ادرار و مدفوع، مشکلات یادگیری و اختلالات تغذیه‌ای همراه است. شدت علائم به محل و اندازه نقص بستگی دارد. در برخی موارد، عوارض جدی‌تری مانند عفونت‌های مغزی و مشکلات تنفسی نیز ممکن است رخ دهد.

## تشخیص
تشخیص میلومننگوسل معمولاً در دوران بارداری از طریق سونوگرافی صورت می‌گیرد. در صورت تشخیص زودهنگام، والدین و پزشکان می‌توانند برای مدیریت بهتر عارضه تصمیم‌گیری کنند. آزمایش‌های دیگر مانند ام‌آرآی و سی‌تی اسکن نیز می‌توانند برای ارزیابی دقیق‌تر وضعیت نخاع و مغز انجام شوند.

## درمان
درمان میلومننگوسل معمولاً شامل جراحی برای بستن شکاف و جلوگیری از عفونت و آسیب بیشتر به نخاع است. این جراحی اغلب در روزهای اولیه زندگی نوزاد انجام می‌شود. علاوه بر جراحی، کودکان مبتلا به میلومننگوسل به مراقبت‌های تخصصی از جمله فیزیوتراپی، گفتاردرمانی و درمان‌های ارتوپدی نیاز دارند.

## پیش‌بینی و پیشگیری
پیش‌آگهی برای کودکان مبتلا به میلومننگوسل به شدت عارضه و میزان مراقبت‌های پزشکی بستگی دارد. با وجود اینکه برخی از این کودکان قادر به زندگی نسبتاً طبیعی خواهند بود، در مقابل بسیاری از آن‌ها با چالش‌های قابل توجهی در زندگی روزمره مواجه خواهند شد. پیشگیری از میلومننگوسل با مصرف کافی فولیک اسید قبل و در دوران بارداری ممکن است. مطالعات نشان داده‌اند که مصرف مکمل‌های فولیک اسید می‌تواند خطر ابتلا به ناهنجاری‌های لوله عصبی را به‌طور قابل توجهی کاهش دهد.